# Karl Matthias (Goldschmied)
Johann Karl Matthias junior (* 29. März 1802 in Hannover; † 1863 ebenda) war ein deutscher Hof-Goldschmied, Silberarbeiter und Juwelier.

## Leben
Karl Matthias wurde zur Zeit des Kurfürstentums Braunschweig-Lüneburg während der Personalunion zwischen Großbritannien und Hannover geboren als Sohn des aus Neubrandenburg stammenden und in Hannover tätigen Goldschmiedes Johann Jacob Gottlieb Matthias senior und der Dorothea Margaretha Nobbe. Nach der sogenannten „Franzosenzeit“ durchlief er seine Ausbildung bei seinem Vater. Als Geselle wirkte er 1824 drei Monate in München bei Louis Wollenweber, dann auch in Heilbronn, wo er 1825 bei Peter Bruckmann tätig war. Zwischen 1825 und 1826 wirkte er in Paris bei Vahland, dann auch in England.
Zurück in Hannover, wurde Matthias 1829 zwar zum Meisterstück zugelassen, durfte jedoch bis zum 1. März 1831 keine eigene Werkstätte einrichten. Unterdessen leistete er am 9. Februar 1830 den Bürgereid der Stadt Hannover.
Nach der Rückkehr von König Ernst August aus England in die Residenzstadt Hannover wurde Matthias im Jahr 1838 zum Hof-Silberarbeiter ernannt.
Nach seiner Hochzeit mit der aus Rodenberg stammenden Louise Sophie Ernestine Himmel wurde dem Ehepaar am 20. Mai 1844 eine Tochter geboren.
Nahezu ein Jahrzehnt nahm Karl Matthias vom 27. Januar 1849 bis zum 3. Februar 1858 die Aufgaben des Amtsvorstehers seiner Zunft wahr.
Ebenfalls 1858 firmierte Karl Matthias als Hof-Gold- und Silberarbeiter sowie Juwelier auf der Leineinsel unter der Adresse Ernst-Auguststraße 1. Dort wohnte und arbeitete im selben Jahr der Gold- und Silberarbeiter August Matthias.
1861 beschäftige Matthias drei Gesellen: Theodor Olsen aus Bergen sowie Carl und Wilhelm Weigand aus Heilbronn.
Nach seinem Tod arbeitete Carl Wilhelm Otto Rusch im Geschäft der Witwe.

## Bekannte Werke
Von Matthias haben sich etliche Werke erhalten, die überwiegend in Privatbesitz verstreut sind, darunter
- teilvergoldete silberne Suppenkelle aus dem Tafelservice von Königin Marie von Hannover (1818–1907), mit dem nachträglich ergänzten bekrönten Wappen der Reichsgrafen Wolff Metternich zur Gracht und der Freiherren von Cramm, „wohl graviert anlässlich der Hochzeit von Egbert Baron von Cramm und Helena Gräfin Wolff Metternich zur Gracht im Jahr 1984“; Gestempelt „12 Lot, Gewicht circa 220 Gramm, Länge 35 cm“[3]